# Valle del Viento Helado
El Valle del Viento Helado es una región ficticia del continente de Faerûn. Éste está situado en los Reinos Olvidados, uno de los escenarios de campaña más populares del juego de rol Dungeons & Dragons. En esta región se desarrolla la acción de varias de las novelas fantásticas de R. A. Salvatore, que narran las aventuras del elfo oscuro Drizzt Do'Urden y sus compañeros.
Es una región fría y hostil, donde la más ligera distracción puede costarte la vida.
Alrededor del lago está Diez Ciudades: un grupo de diez ciudades gobernadas independientemente por sus portavoces. Algunas de estas ciudades son rivales entre sí y solamente se han aliado en dos ocasiones: cuando atacaron los bárbaros y cuando atacó Akar Kesell. Viven fundamentalmente de la pesca que consiguen en el lago.
En el Valle del Viento Helado se halla también el hogar de los bárbaros: la tundra. Allí pasa Wulfgar sus primeros años de vida. La tundra no es precisamente un lugar agradable donde vivir y las tribus bárbaras, después del fallido ataque a Diez Ciudades están a punto de desaparecer debido a las durísimas condiciones de vida que deben soportar.
Es el lugar al que huyeron Bruenor Battlehammer y los supervivientes enanos del ataque de los duergars y el dragón Tiniebla Brillante.
- Datos: Q6159266